# Zasłonak torfowy

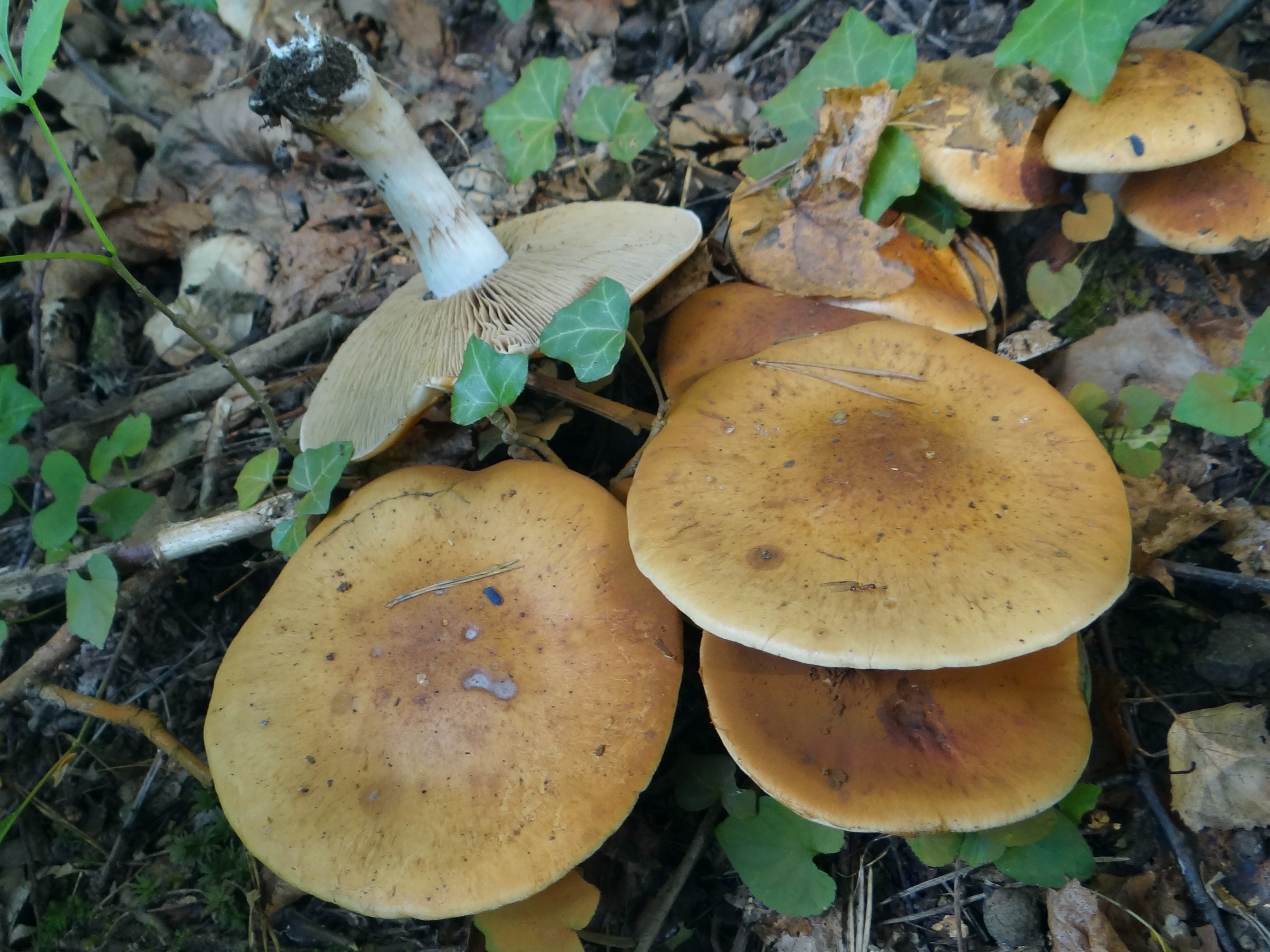

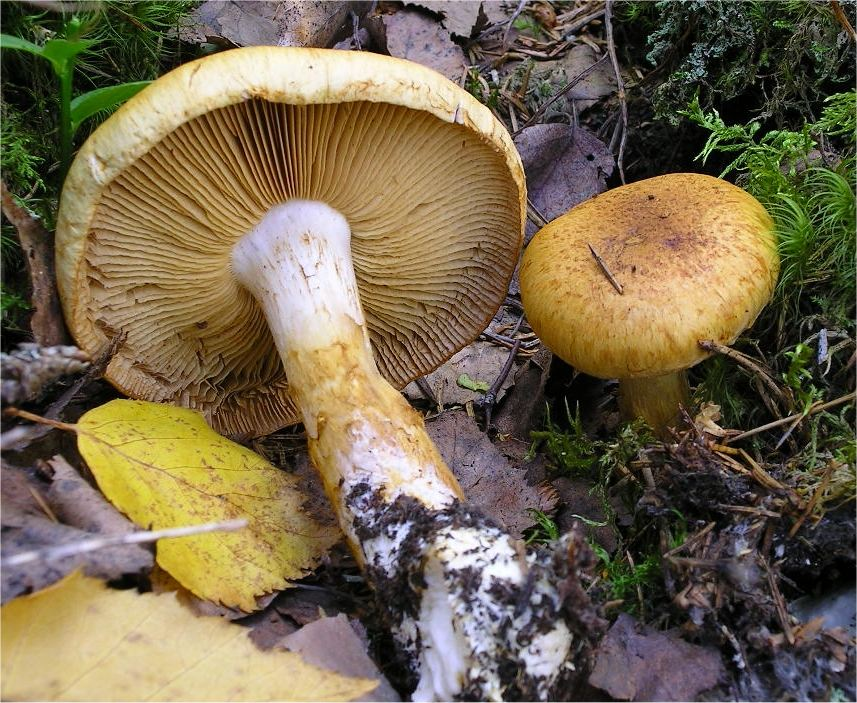

Zasłonak torfowy (Phlegmacium saginum (Fr.) Niskanen & Liimat.) – gatunek grzybów należący do rodziny zasłonakowatych (Cortinariaceae).

## Systematyka i nazewnictwo
Pozycja w klasyfikacji według Index Fungorum: Phlegmacium, Cortinariaceae, Agaricales, Agaricomycetidae, Agaricomycetes, Agaricomycotina, Basidiomycota, Fungi.
Po raz pierwszy zdiagnozował go w 1821 r. Elias Fries nadając mu nazwę Agaricus saginus. Obecną nazwę nadali mu Tuula Niskanen i Kare Liimatainen w 2022 r.
Synonimy:

- Agaricus saginus Fr. 1821
- Cortinarius saginus (Fr.) Fr. (1838
- Cortinarius saginus (Fr.) Fr. 1838 subsp. saginus
- Cortinarius subtriumphans Rob. Henry ex P.D. Orton 1960
- Cortinarius subtriumphans f. cephalixoides (M.M. Moser) Nespiak 1975
- Cortinarius subtriumphans f. eriophorus (M.M. Moser) Nespiak 1975
- Cortinarius subtriumphans Rob. Henry ex P.D. Orton 1960 f. subtriumphans
- Cortinarius subtriumphans var. cephalixoides (M.M. Moser) Kuhn.-Fink. & Peintner 2003
- Cortinarius subtriumphans Rob. Henry ex P.D. Orton 1960) var. subtriumphans
- Cortinarius validus J. Favre 1948
- Phlegmacium subtriumphans (Rob. Henry ex P.D. Orton) M.M. Moser 1960
- Phlegmacium subtriumphans var. cephalixoides M.M. Moser 1960
- Phlegmacium subtriumphans var. eriophorum M.M. Moser 1960
- Phlegmacium subtriumphans (Rob. Henry ex P.D. Orton) M.M. Moser 1960 var. subtriumphans
- Phlegmacium validum (J. Favre) M.M. Moser 1960
- Phlegmacium validum(J. Favre) M.M. Moser 1953[2].

Nazwę polską nadał Andrzej Nespiak w 1975 r. dla synonimu Cortinarius validus. Używał też nazwy zasłonak zdobny (dla synonimu Cortinarius subtriumphans. Łacińska nazwa gatunkowa saginus w tłumaczeniu na język polski oznacza gruby, masywny. Wszystkie te nazwy są niespójne z aktualną nazwą naukową.

## Morfologia
Kapelusz
Średnica 5–10 cm, za młodu półkulisty, potem łukowaty, w końcu płaski z szerokim i tępym garbem. W stanie suchym powierzchnia matowa, w stanie wilgotnym błyszcząca i lepka. Barwa ochrowożółta lub ochrowopomarańczowa, przy brzegu jaśniejsza. Pokryty jest ciemniejszymi pozostałościami zasnówki, wskutek czego wygląda jak plamisty. Brzeg długo pozostaje połączony z trzonem białą zasnówką.
Blaszki
Wąsko przyrośnięte, początkowo białawe, potem od zarodników ochrowobrązowe.
Trzon
Wysokość 6–9 cm, grubość 1–2,5 cm, walcowaty lub pałkowaty, sprężysty, początkowo pełny, potem pusty. Powierzchnia biaława do ochrowożółtej ze strefą pierścieniową będącą pozostałością osłony.
Miąższ
Gruby, białawy, o nieco cierpkim smaku, bez zapachu. Pod działaniem 3% KOH zmienia barwę na złotożółtą do żółtobrązowej.
Zarodniki
Elipsoidalne lub migdałowate, słabo lub średnio brodawkowate, o rozmiarach 8,5–11 (12) × 5–6 (8) μm.

## Występowanie i siedlisko
Znane są jego stanowiska tylko w Europie i w Kanadzie. W piśmiennictwie naukowym na terenie Polski jako Cortinarius phoeniceus) do 2003 r. podano 2 stanowiska.
Rośnie na ziemi w lasach iglastych pod świerkiem lub sosną, często wśród krzewinek borówki czarnej. W Europie występuje głównie w górach oraz na pogórzu i terenach pagórkowatych.

## Znaczenie
W niektórych atlasach grzybów opisywany jest jako grzyb jadalny. Odradza się jednak zbierania zasłonaków w celach spożywczych, są one bowiem trudne do odróżnienia, a niektóre gatunki są trujące, nawet śmiertelnie.

## Gatunki podobne
Charakterystycznymi cechami zasłonaka torfowego są; siedlisko (pod drzewami iglastymi), ochrowożółta do ochrowopomarańczowej barwa kapelusz, jaśniejsza przy brzegu, plamki na powierzchni kapelusza. Zasłonak żółtozłoty (Cortinarius triumphans) rośnie pod brzozami i odróżnia się raczej żółtym kapeluszem, kremowymi, liliowymi, szarawymi do purpurowobiałych blaszkami, żółtym miąższem. Plamkowaty kapelusz ma także zasłonak glinkowaty (Cortinarius bolaris), ale plamki te (łuski) są czerwone, jego miąższ po uszkodzeniu zmienia barwę na pomarańczowożółtą, a poza tym gatunek ten rośnie tylko pod drzewami liściastymi (głównie bukami).